# Fritz Grebe
Pour les articles homonymes, voir Grebe.
Fritz Grebe (né le 11 octobre 1850 à Heisebeck, mort le 22 mars 1924 à Düsseldorf) est un peintre allemand.

## Biographie
Grebe étudie à l'école des beaux-arts de Cassel puis devient artiste indépendant à Cassel, Düsseldorf, Willingshausen et Berlin. Il se spécialise dans les peintures animalière et de paysage.
À partir de 1880, il participe aux grandes expositions pour ses paysages. En 1892, il fait sa première visite à la colonie d'artistes à Ahrenshoop sur la mer Baltique puis l'intègre. Il y fait construire une villa en 1895 qu'il revend en 1923.
En 1916, il partage sa vie entre Ahrenshoop et Düsseldorf et fait de nombreux voyages en Norvège. Ses paysages représentant les fjords de ce pays, ceux de la Hesse, du Harz, de la Westphalie et de Rügen.